# Consonante preoclusiva
En lingüística, la preoclusión o preclusión es un proceso fonológico que implica la inserción histórica o alofónica de una consonante oclusiva muy corta antes de una sonora, como una [d] corta antes de una nasal [n] o una consonante lateral. [n] o una lateral [l]. Los sonidos resultantes ([ᵈn, ᵈl]) se denominan consonantes preoclusivas o consonantes preocluidas, aunque técnicamente [n] puede considerarse una oclusiva sin la preoclusión.
Una consonante preoclusiva se comporta fonológicamente como una sola consonante. Es decir, al igual que las africadas y las africadas róticas, las razones para considerar estas secuencias como consonantes únicas radican principalmente en su comportamiento. Fonéticamente son similares o equivalentes a las oclusiones con una nasal o lateral.

## Terminología
Existen tres términos para designar este fenómeno. El más común con diferencia es preoclusivización. En las descripciones de las lenguas del sudeste asiático, Australia y el Pacífico, preoclusiva es común, aunque también se utiliza preclusión. En los relatos de las lenguas celtas, se utiliza casi exclusivamente preocluida. Técnicamente, las nasales ya son oclusivas, y a menudo se consideran oclusivas; sin embargo, algunos prefieren restringir el término 'oclusiva' para las consonantes en las que hay un cese completo del flujo de aire.

## En las lenguas europeas
En Manx, la preoclusión se produce en palabras monosilábicas tónicas, es decir, palabras de una sílaba de longitud, y también se encuentra en córnico en ciertas sílabas tónicas. La oclusiva insertada es homorgánica a la sonante, lo que significa que tiene el mismo punto de articulación. Las vocales largas suelen acortarse ante sonidos preoclusivos. En las transcripciones, las consonantes preoclusivas en posición final se escriben normalmente con una letra superíndice en manés y en córnico.
Algunos ejemplos del manés son:
- /m/ → [ᵇm]: trome /t̪roːm/ → [t̪roᵇm] "pesado"
- /l/ → [ᵈl]: shooyll /ʃuːl/ → [ʃuːᵈl] "caminar"
- /n/ → [ᵈn]: kione /kʲoːn/ → [kʲoᵈn] "cabeza"
- /nʲ/ → [ᵈnʲ]: ein /eːnʲ/ → [eːᵈnʲ] "pájaros"
- /ŋ/ → [ᶢŋ]: lhong /luŋ/ → [luᶢŋ] "barco"

En córnico, la preoclusión afecta sobre todo a las reflejas geminadas/fortis más antiguas /m/, intrínsecamente geminadas en córnico antiguo y /nn/. (o /N/ según la notación preferida). También surgen en algunos casos en los que la combinación /n+j/ fue aparentemente reinterpretada como /nnʲ/.
Ejemplos en Cornish:
- /m#/ → [ᵇm]: mabm [mæᵇm] "madre"
- /VmV/ → [bm]: hebma [ˈhɛbmɐ] "this"
- /nn#/ → [ᵈn]: pedn [pɛᵈn] "cabeza"
- /VnnV/ → [dn]: pednow [ˈpɛdnɔ(ʊ)] "cabezas"

En feroés, también se dan las preoclusiones, como en kallar [ ˈkatlaɹ] '(tú) llamas, (él) llama', seinna [ ˈsaiːtna] 'último'. Una característica similar ocurre en el islandés, como en galli [ ˈkatlɪ] ('error'); sæll [ ˈsaitl̥], seinna [ ˈseitna]; Spánn [ ˈspautn̥].

## En lenguas aborígenes de Australia
Pueden encontrarse nasales y laterales preocludidas en algunas Lenguas aborígenes de Australia, como el kuyani (adnyamathanha), el arabana, el wangkangurru, el diyari, el aranda (sólo nasales) o el martuthunira (sólo laterales). El adnyamathanha, por ejemplo, tiene nasales preocludidas [ b m, ɟɲ, d̪n̪, d n,  ɖɳ] y laterales  preocludidas [ ɟʎ, d̪l̪, d l, ɖɭ], aunque todos estos sonidas aparecen en variación alofónica con las nasales y las laterales simples [ m, ɲ, n̪, n, ɳ, ʎ, l̪, l, ɭ].

## En lenguas mon-jemer
Las nasales preocludidas también se dan en varias ramas de las lenguas austroasiáticas, especialmente en las lenguas áslicas septentironales y en shompen, donde históricamente las nasales a final de palabra, *m *n *ŋ, se han convertido en preocluidadas, o incluso oclusivas totamente sonorizadas [ b d ɡ].

## En lenguas austronesias
El hiw de Vanuatu es la única lengua austronesia conocida que tiene una aproximante lateral velar preocludida /gʟ/. Su comportamiento fonológico lo define claramente como una lateral, en lugar de como una oclusiva relajda lateralmente.
El nemi de Nueva Caledonia tiene consonantes que han sido descritas como paradas de postnasalizadas, pero posiblemente podría describirse como nasales preocludidas.